# Great Gonerby
Great Gonerby är en ort och civil parish i Storbritannien.   Den ligger i grevskapet Lincolnshire och riksdelen England, i den sydöstra delen av landet, 160 km norr om huvudstaden London. Great Gonerby ligger 106 meter över havet och antalet invånare är 5 853.
Terrängen runt Great Gonerby är platt. Runt Great Gonerby är det ganska tätbefolkat, med 139 invånare per kvadratkilometer. Närmaste större samhälle är Grantham, 3,1 km sydost om Great Gonerby. Trakten runt Great Gonerby består till största delen av jordbruksmark.